# U 337
U 337 war ein deutsches U-Boot vom Typ VII C, das im Zweiten Weltkrieg von der deutschen Kriegsmarine im U-Boot-Krieg eingesetzt wurde. Kommandant Ruwiedel patrouillierte mit dem Boot im Frühjahr 1943 im Nordatlantik.

## Bau und technische Daten
Unmittelbar nach Kriegsbeginn stellten die Emdener Nordseewerke die Produktion im Wesentlichen auf den Bau von U-Booten für die Kriegsmarine um. Die restlichen Kapazitäten der Werft wurden auf die Reparatur von Überwassereinheiten verwendet. Die Werft baute ausschließlich sogenannte „Atlantikboote“ vom Typ VII. Von diesen wurden bis Kriegsende insgesamt 30 Boote ausgeliefert. Die beiden Dieselmotoren der Typ VII C-Boote gewährleisteten bei Überwasserfahrt eine Geschwindigkeit von 17 Knoten. Ein solches Boot hatte hierbei eine maximale Reichweite von 6500 sm. Bei Unterwasserfahrt ermöglichten die beiden je 375 PS starken Elektromotoren eine Höchstgeschwindigkeit von 7,6 Knoten. Wie die meisten deutschen U-Boote seiner Zeit verfügte auch U 337 über ein bootsspezifisches Zeichen, das am Turm angebracht und von der Besatzung an Mützen und Schiffchen getragen wurde. Es handelte sich um ein Wappen mit drei Fischen und dem Stadtwappen von Emden.

## Einsatzgeschichte
Das Boot wurde am 6. Mai 1942 unter dem Kommando von Oberleutnant zur See Kurt Ruwiedel in Dienst gestellt. Am 24. Dezember 1942 lief U 337 von Kiel aus zum ersten Einsatz aus. Kommandant Ruwiedel sollte mit dem Boot nordöstlich von Neufundland patrouillieren. Drei Tage später hatte das Boot die Gewässer vor Bergen erreicht. Zum Jahreswechsel passierte das Boot Island südlich. Die letzte Meldung des Bootes ging am 3. Januar 1943 ein. Da kein weiterer Kontakt mehr erfolgte, wurde das Boot am 24. Januar für vermisst erklärt. Die Annahme, dass U 337 am 15. Januar durch eine britische Boeing B-17 („Flying fortress“) versenkt wurde, konnte widerlegt werden – dieser Angriff hatte U 632 gegolten.